# Lockroy
Joseph-Philippe Simon, detto Lockroy (Torino, 1803 – Parigi, 1891), è stato un drammaturgo francese.
Su testi di Lockroy sono nate le versioni librettistiche a cura di autori italiani delle opere Maria di Rohan (1843) di Gaetano Donizetti e Regina Diaz (1894) di Umberto Giordano.
Suo figlio Édouard Lockroy fu più volte deputato e ministro della Repubblica Francese.

## Opere
- 1827: La Marraine, commedia-vaudeville in 1 atto, con Eugène Scribe;
- 1831: Catherine II, con Scribe;
- 1832: Un mariage corse, commedia-vaudeville in 1 atto, con Narcisse Fournier, e Auguste Arnould;
- 1835: Les Amours de Faublas, ballet-pantomime in 3 atti e 4 quadri, coreografia di Emmanuel Théaulon;
- 1839: Passé minuit, commedia-vaudeville in 1 atto, con Auguste Anicet-Bourgeois. musica di scena aggiunta nel 1868 da Louis Deffès;
- 1840: Charlot, commedia in 3 atti, con Louis-Émile Vanderburch e Anicet-Bourgeois;
- 1843: L'extase, commedia in 3 atti, con Auguste Arnould, musica di Alexandre Pierre Joseph Doche[2]
- 1844: Un ange tutélaire, commedia-vaudeville in 1 atto, con Ernest Jaime e Marc-Michel;
- 1847: Irène, commedia-vaudeville in 2 atti, con Scribe;
- 1851: Bonsoir, Monsieur Pantalon!, opéra comique in un atto, musica di Albert Grisar[3]
- 1851: Les Trois Coups de pied, commedia-vaudeville in 2 atti, con Alexis Decomberousse;
- 1855: Le chien du jardinier, Opéra comique in 1 atto, musica di Albert Grisar
- 1856; Les dragons de Villars, opéra-comique con Eugène Cormon, musica di Aimé Maillart
- 1856: La reine Topaze, opéra-comique con Léon Battu, musica di Victor Massé
- 1862: Mon ami Pierrot, opéretta, musica di Léo Delibes
- 1878: Suzanne, Opéra-comique in 3 atti, musica di Émile Paladilhe;